# Reusch
Reusch International SpA (stiliserat reusch) är ett italiensk tillverkare av sportutrustning. Reusch grundades 1934 av Karl Reusch när han tillverkade ett eget par av handskar. Sedan dess har Reusch tillverkat utrustning till fotboll och vintersporter. Företaget har huvudkontor i Bolzano, Italien.